# Route départementale 207 (Guadeloupe)
Pour les articles homonymes, voir Route 207.
La route départementale 207, ou RD 207, est une route départementale française en Guadeloupe sur l'île de la Désirade de 12 km, qui relie l'Ouest de l'île  à l'est, par le sud de l'île.
C'est aussi la route principale de l'île.

## Tracé
- Les Galets
- Beauséjour
- Le Souffleur
- Baie-Mahault de Désirade
- Pointe-Doublé

## Sites desservis ou traversés
- Les Galets: La Saline, Aérodrome de la Désirade, Pointe des Colibris
- Beauséjour : Cimetière de Beauséjour, Plage à Fanfan, Port de Beauséjour, Plage à Fifi,
- Le Désert : La saline, Collège Maryse Condé, Jardin Botanique, Grande Montagne, mémorial de l'ancien maire
- Souffleur : Parc éolien du Souffleur, Plage du Souffleur, Morne Souffleur, Morne Cybèle, Ravine Cybèle
- Baie-Mahault : Ravine à Moko, Parc éolienne de Baie-Mahault, Cimetière, Ancienne cotonnerie
- Pointe-Doublé : Réserve naturel national de la Désirade, Phare de la Désirade, Ancienne station météo